# Seznam vládců Slovenska

Znak Uherska

Znak Slovenské republiky

Seznam vládců Slovenska přináší přehled hlav státních útvarů, které se v minulosti nacházely na území dnešního Slovenska. Uvedena jsou nitranská knížata, uherští králové, prezidenti Československé republiky (včetně Slovenského štátu) a prezidenti Slovenské republiky.
Do tohoto seznamu jsou zahrnuti i uvádění vládci Sámovy říše, kmenového svazu Slovanů zahrnujícího i dnešní území Slovenské republiky. Panovníci z dob stěhování národů a starších zde zahrnuti nejsou, jsou uvedeni na stránce Seznam předslovanských vládců na území Česka a Slovenska. 

## Sámova říše(623?–658/9)
| Jméno | Portrét | Život       | Vláda       | Poznámky                                                             |
| ----- | ------- | ----------- | ----------- | -------------------------------------------------------------------- |
| Sámo  | Sámo    | 605? – 659? | 623/4–658/9 | Franský kupec, vládce slovanského kmenového svazu, tzv. Sámovy říše. |

## Nitranské knížectví(825?–1108/1110)

### Samostatný stát (825?–833)
| Jméno   | Portrét | Život       | Vláda    | Poznámky |
| ------- | ------- | ----------- | -------- | --- |
| Pribina |         | 800? – 861? | 825?–833 | První historicky známý nitranský kníže. Byl posledním knížetem nezávislého Nitranského knížectví a asi od roku 840 prvním knížetem Blatenského knížectví |

### Velkomoravská říše(833–906)
| Jméno                | Portrét              | Život                | Vláda                | Poznámky |
| Mojmírovci (833–906) | Mojmírovci (833–906) | Mojmírovci (833–906) | Mojmírovci (833–906) | Mojmírovci (833–906) |
| -------------------- | -------------------- | -------------------- | -------------------- | --- |
| Mojmír I.            | Mojmír I.            | 795? – 846?          | 833–846              | První historicky známý moravský vládce, zakladatel dynastie Mojmírovců. Roku 833 uskutečnil Mojmír I. výpravu proti Nitranskému knížectví. Pribina musel uprchnout, tak Velkomoravská říše získala Nitranské knížectví. |
| Rostislav            | Rostislav            | 813? – po 870        | 846–870              | Synovec Mojmíra I. V roce 846, pravděpodobně po Mojmírově smrti, byl na velkomoravský stolec dosazen Ludvíkem Němcem, panovníkem východofranské říše. Na Moravu přišli na jeho žádost misionáři Cyril a Metoděj.        |
| Svatopluk I.         | Svatopluk I.         | 830 – 894            | 870–894              | Synovec Rostislava. Třetí a nejvýznamnější panovník Velkomoravské říše (ve středověku označován za krále). |
| Mojmír II.           | Mojmír II.           | 871 – 906?           | 894–906              | Syn Svatopluka I. Po roce 906 o Mojmírovi II. historické prameny mlčí, předpokládá se tedy, že zemřel právě toho roku.                                                                                                  |
| Svatopluk II.        |                      | 884 – 906            | ???–906              | Údělník v Nitře. Na krátku dobu se stal spoluvládcem říše svého bratra. |
| Predslav             |                      | ??? – ???            | ???–???              | Bratislavský kníže, diskutabilní osobnost z dějin. |

### Maďarské velkoknížectví(920–1000/1)
| Jméno                  | Portrét                | Život                     | Vláda                  | Poznámky |
| Arpádovci (920–1000/1) | Arpádovci (920–1000/1) | Arpádovci (920–1000/1)    | Arpádovci (920–1000/1) | Arpádovci (920–1000/1) |
| ---------------------- | ---------------------- | ------------------------- | ---------------------- | --- |
| Zoltán                 | Zoltán                 | 896 – 949/50              | 920 – 949/50           | Byl nejmladším synem Arpáda. Zmínka o jeho životě je zapsána v kronice z 12. století s názvem Gesta Hungarorum, jejíž autor je neznámý. |
| Fajsz                  | Fajsz                  | počátek 10. století – 955 | 949/50–955             | Byl jediným synem Jutotzase, třetího syna Arpáda. Jediná zmínka o Fajszovi pochází z listu Konstantina VII. Porfyrogenneta. O jeho vládě se neví nic. |
| Takšoň                 | Takšoň                 | 931? – 972?               | 955–970/2              | Takšoň se narodil jako syn Zoltána. Kronika Gesta Hungarorum Takšoňovo narození datuje do roku 931. Na velkoknížecí stolec dle ní nastoupil po otcově abdikaci v roce 947, tedy tři roky před jeho smrtí. Autor Gesta Hungarorum uvádí, že se za Takšoňova panování v Uhersku usadili muslimové z Volžského Bulharska. |
| Michal Uherský         | Michal Uherský         | 960? – 977/95             | 971–977/97             | |

### Polské království(1001–1030)
| Jméno                 | Portrét               | Život                  | Vláda                 | Poznámky |
| Piastovci (1001–1030) | Piastovci (1001–1030) | Piastovci (1001–1030)  | Piastovci (1001–1030) | Piastovci (1001–1030) |
| --------------------- | --------------------- | ---------------------- | --------------------- | --- |
| Boleslav Chrabrý      | Boleslav Chrabrý      | 967 – 17. června 1025  | 1001–1025             | Byl synem prvního historicky doloženého polského knížete Měška I. Asi v roce 1001 přepadl Nitranské knížectví. |
| Měšek II. Lambert     | Měšek II. Lambert     | 990? – 10. května 1034 | 1025 – 1030           | Za jeho vlády Polské království rychle upadlo, když Měškovi bratři Bezprym a Ota využili jeho několikaletých sporů s císařem Svaté říše římské Konrádem II. Sálským a zorganizovali proti němu koalici Svaté říše římské a Kyjevské Rusi. |

### Moravské knížectví(1030–1044)
| Jméno                   | Portrét                 | Život                       | Vláda                   | Poznámky |
| Přemyslovci (1030–1044) | Přemyslovci (1030–1044) | Přemyslovci (1030–1044)     | Přemyslovci (1030–1044) | Přemyslovci (1030–1044) |
| ----------------------- | ----------------------- | --------------------------- | ----------------------- | --- |
| Břetislav I.            | Břetislav I.            | 1002/5? – 10. ledna 1055    | 1030–1033               | V roce dobytí Moravy mu jeho otec Oldřich svěřil její správu. Roku 1033 uprchl před otcem do ciziny, zřejmě protože na knížecím stolci podporoval strýce Jaromíra. V roce 1030 dobyl většinu území Nitranského knížectví. |
| Oldřich I.              | Oldřich I.              | 970/91? – 9. listopadu 1034 | 1033–1034               | Přímá vláda českého knížete. |
| Břetislav I.            | Břetislav I.            | 1002/5? – 10. ledna 1055    | 1034–1044               | Moravský kníže Břetislav se stal i českým knížetem, Moravu si ponechal ve své moci. Na konci svého života určil, že nejstarší z jeho potomků bude vládnout z Prahy celé zemi (tzv. seniorát) a mladší synové získají území na Moravě. Morava tak byla rozdělena na brněnský a olomoucký úděl; z brněnského se později vydělil úděl znojemský. |

### Uherské království(1030–1108/1110)
| Jméno                                                    | Portrét               | Život                                | Vláda                 | Poznámky |
| Arpádovci (1030–1031)                                    | Arpádovci (1030–1031) | Arpádovci (1030–1031)                | Arpádovci (1030–1031) | Arpádovci (1030–1031) |
| -------------------------------------------------------- | --------------------- | ------------------------------------ | --------------------- | --- |
| Vazul                                                    | Vazul                 | 10. století – 1037                   | 1030–1031             | Aby se nemohl stát uherským králem, byl v roce 1031 oslepen. |
| Svatý Emerich                                            | Svatý Emerich         | 1000/7? – 2. září 1031               | 1031                  | Imrich byl údělným knížetem v Nitře. Štěpán I. měl v úmyslu předat mu vládu v Uhersku ještě za svého života. |
| Abovci (1038–1041)                                       |                       |                                      |                       | |
| Samuel Aba                                               | Samuel Aba            | 990? – 5. červenec 1044              | 1038–1041             | Pocházel z kmene Chazarů, patřících k turkické jazykové rodině. |
| nedynastický, dle některých zdrojů Arpádovec (1042–1044) |                       |                                      |                       | |
| Zubur                                                    |                       | ??? – ???                            | 1042–1044             | Zubura ustanovil údělným knížetem Břetislav I., když Nitransko znovu připojil k Moravě. |
| Arpádovci (1042)                                         |                       |                                      |                       | |
| Domoslav                                                 |                       | 11. století – 1048                   | 1042                  | Nitranský kníže během dynastických bojů. Uprchl do Čech. |
| Dynastické boje (1038–1046)                              |                       |                                      |                       | |
| Arpádovci (1046–1108/10)                                 |                       |                                      |                       | |
| Domoslav                                                 |                       | 11. století – 1048                   | 1046–1048             | V roce 1046 se Domoslav vrátil do Nitranska. Které se nepřidalo k pohanskému povstání v Uhrách, až v roce 1046. Zde vládl jako nitranské kníže až do své smrti roku 1048. |
| Béla I.                                                  | Béla I.               | 1016? – 11. září 1063                | 1048–1060             | Když v roce 1048 kníže Domoslav zemřel, povolal Ondřej Bélu z Polska. Béla dostal knížecí úděl, který se skládal z Nitranska a Biharska. (Nitranský úděl byl považován za předstupeň k získání svatoštěpánské koruny) Ondřej zároveň určil Bélu svým nástupce, protože v tom čase neměl žádného zákonného dědice. Béla se nechtěl vzdát nároku na korunu a roku 1059 vyjel hledat pomoc v Polsku, u svého švagra Boleslava Smělého. Na jaře 1060 vpadl s polským vojskem do Uher. Ondřejovi přišlo na pomoc početné vojsko z Německa. Obě vojska se střetla v bitvě u řeky Tisy, ze které Béla odešel jako vítěz. Ondřej se snažil utéct do Německa, ale Bélovi vojáci je chytili u Mošenského hradu. Krátce nato Ondřej zemřel. |
| Ladislav I. (Svatý)                                      | Ladislav I.           | 27. června 1046? – 29. července 1095 | 1074–1077             | Narodil se jako prvorozený syn krále Bély I. Po Bélově smrti v roce 1063 vtrhl do Uherska německý císař Jindřich IV., který Ladislava a jeho bratry Gejzu a Lamperta vyhnal do Polska, kde princové požádali o pomoc polského knížete Boleslava II., které se také dočkali. V letech 1074–1077 byl Ladislav nitranským knížetem. |
| Almoš Arpádovec                                          |                       | 1074/1075? – 1127/1129?              | ???–1108/10           | Narodil se z manželství uherského krále Gejzy I. s řeckou princeznou Synadene. Byl poslední nitranský kníže. |

## Slovenská národní rada(1848–1849)
| Slovenská národní rada | Slovenská národní rada          | Slovenská národní rada           | Slovenská národní rada          |
| 15.-16. září 1848–podzim 1849 | 15.-16. září 1848–podzim 1849   | 15.-16. září 1848–podzim 1849    | 15.-16. září 1848–podzim 1849   |
| --- | ------------------------------- | -------------------------------- | ------------------------------- |
| Portrét | Ľudovít Štúr                    | Jozef Miloslav Hurban            | Michal Miloslav Hodža           |
| Jméno | Ľudovít Štúr                    | Jozef Miloslav Hurban            | Michal Miloslav Hodža           |
| Život | 28. října 1815 – 12. ledna 1856 | 19. března 1817 – 21. února 1888 | 22. září 1811 – 26. března 1870 |
| Poznámky |                                 |                                  |                                 |
| Slovenská národní rada v letech 1848-1849 byla vrcholným národním orgánem a historicky první slovenskou národní radou. Byla vytvořena ve Vídni 15.–16. září 1848 pod vedením Ľudovíta Štúra, Jozefa Miloslava Hurbana a Michala Miloslava Hodžy. Byla organizátorem slovenského povstání v rámci revolucí 1848-1849 (přesněji revolucí v Rakouském císařství). Představovala výkonnou moc na územích Slovenska obsazených slovensko-rakouskými jednotkami v boji proti Maďarům. Jednalo se o historicky první slovenský národní reprezentační politický orgán. Jeho pamětní deska je dnes u Karlskirche ve Vídni. První setkání rady se konalo v domě Anny Koléniové v Myjavě. 19. září 1848 se zde, v rámci první dobrovolnické výpravy z Vídně přes Moravu na Slovensko, konalo první národní shromáždění Slováků. Byla zde ústy Ľudovíta Štúra vyhlášena nezávislost slovenského národa na Uhersku. Toto nezávisle spravované území bylo však omezené jen na okolí Myjavy a po několika dnech byli dobrovolníci poraženi a po potlačení revolucí orgán na podzim 1849 zanikl. |                                 |                                  |                                 |

## Československá republika(1918–1939)

### První republika(1918–1938)
| Jméno                  | Portrét                | Život                          | Vláda     | Poznámky                                                                                           |
| ---------------------- | ---------------------- | ------------------------------ | --------- | -------------------------------------------------------------------------------------------------- |
| Tomáš Garrigue Masaryk | Tomáš Garrigue Masaryk | 7. března 1850 – 14. září 1937 | 1918–1935 | První prezident Československa, o jehož vznik se zasloužil, do funkce byl zvolen celkem čtyřikrát. |
| Edvard Beneš           | Edvard Beneš           | 28. května 1884 – 3. září 1948 | 1935–1938 | Po Mnichovské dohodě abdikoval.                                                                    |

### Druhá republika(1938–1939)
| Jméno      | Portrét    | Život                               | Vláda     | Poznámky |
| ---------- | ---------- | ----------------------------------- | --------- | --- |
| Emil Hácha | Emil Hácha | 12. července 1872 – 27. června 1945 | 1938–1939 | zvolen 30. listopadu 1938 oběma komorami Národního shromáždění. Dne 15. března 1939 byla zahájena německá okupace českých zemí. |

## Slovenská republika(1939–1945)
| Jméno      | Portrét    | Život                           | Vláda     | Poznámky |
| ---------- | ---------- | ------------------------------- | --------- | --- |
| Jozef Tiso | Jozef Tiso | 13. října 1887 – 18. dubna 1947 | 1939–1945 | zvolen 26. října 1939 Sněmem Slovenské republiky. Od 3. dubna 1945 v exilu; ke dni 8. května 1945 podepsalo Slovensko kapitulaci |

## Československá republika (1945–1992)

### Třetí republika(1945–1948)
| Jméno        | Portrét      | Život                          | Vláda     | Poznámky                          |
| ------------ | ------------ | ------------------------------ | --------- | --------------------------------- |
| Edvard Beneš | Edvard Beneš | 28. května 1884 – 3. září 1948 | 1945–1948 | V době války vedl exilovou vládu. |

### Československá republikaaSocialistická republika(1948–1990)
| Jméno             | Portrét           | Život                                  | Vláda     | Poznámky |
| ----------------- | ----------------- | -------------------------------------- | --------- | --- |
| Klement Gottwald  | Klement Gottwald  | 23. listopadu 1896 – 14. března 1953   | 1948–1953 | Poválečný premiér, po komunistickém převratu v únoru 1948 se stal prezidentem.                                          |
| Antonín Zápotocký | Antonín Zápotocký | 19. prosince 1884 – 13. listopadu 1957 | 1953–1957 | Druhý komunistický prezident. Rezignoval na počáteční reformní snahy.                                                   |
| Antonín Novotný   | Antonín Novotný   | 10. prosince 1904 – 28. ledna 1975     | 1957–1968 | V době jeho vlády došlo k jakémusi uvolnění a k částečné rehabilitaci některých nespravedlivě odsouzených v 50. letech. |
| Ludvík Svoboda    | Ludvík Svoboda    | 25. listopadu 1895 – 20. září 1979     | 1968–1975 | Zvolen v březnu 1968. Po srpnové invazi odmítl kolaborantskou vládu, poté byl ale jedním z hlavních normalizátorů.      |
| Gustáv Husák      | Gustáv Husák      | 10. ledna 1913 – 18. listopadu 1991    | 1975–1989 | Na moskevských jednáních v srpnu roku 1968 Husák „změnil kurs“. V roce 1969 se dostal do čela KSČ.                      |
| Václav Havel      | Václav Havel      | 5. října 1936 – 18. prosince 2011      | 1989–1990 | Disident, mluvčí Charty 77 a jedna z vůdčích osobností Sametové revoluce.                                               |

### Federativní republika(1990–1992)
| Jméno        | Portrét      | Život                             | Vláda     | Poznámky |
| ------------ | ------------ | --------------------------------- | --------- | --- |
| Václav Havel | Václav Havel | 5. října 1936 – 18. prosince 2011 | 1990–1992 | Dne 17. července přijala Slovenská národní rada Deklaraci o svrchovanosti Slovenské republiky, čímž fakticky došlo k zániku československé federace, o jejíž zachování Havel usiloval. Prezident Václav Havel následně abdikoval dne 20. července 1992. V čtyřikrát opakovaných volbách na prezidenta Československa v roce 1992 nebyl nikdo zvolen. |

## Slovenská republika(od 1993)
| Jméno            | Portrét          | Život                         | Vláda     | Poznámky |
| ---------------- | ---------------- | ----------------------------- | --------- | --- |
| Michal Kováč     | Michal Kováč     | 5. srpna 1930 – 5. října 2016 | 1993–1998 | Bývalý ministr financí Slovenské republiky a předseda Federálního shromáždění (v rámci federace). Kandidoval za stranu Lidová strana – Hnutí za demokratické Slovensko.                                                                |
| Rudolf Schuster  | Rudolf Schuster  | 4. ledna 1934 –               | 1998–2004 | Kandidoval za stranu Strana občianskeho porozumenia. |
| Ivan Gašparovič  | Ivan Gašparovič  | 27. března 1941 –             | 2004–2014 | V prezidentských volbách 2004 kandidoval za stranu Hnutie za demokraciu, ale v prezidentských volbách 2009 kandidoval jako nezávislý. Stal se prvním prezidentem v historii Slovenské republiky, který nastoupil druhé funkční období. |
| Andrej Kiska     | Andrej Kiska     | 2. února 1963 –               | 2014–2019 | Kandidoval jako nezávislý. |
| Zuzana Čaputová  | Zuzana Čaputová  | 21. června 1973 –             | 2019–2024 | První žena v úřadu. Kandidovala za stranu Progresívne Slovensko. |
| Peter Pellegrini | Peter Pellegrini | 6. října 1975 –               | od 2024   | Kandidoval za stranu HLAS – sociálna demokracia. |